# جورج مکدونوگ
جورج مکدونوگ (انگلیسی: George Macdonogh; ۴ march ۱۸۶۵ – ۱۰ ژوئیه ۱۹۴۲ (۷۷ ساله)) فرد نظامی اهل بریتانیا بود. وی همچنین برندهٔ جوایزی همچون نشان امپراتوری بریتانیا و نشان حمام شده‌است.